# Rosa Szücs de Truñó
Rosa Szücs i del Olmo (Barcelona, 1911- 26 de juny de 1984) fou una fotògrafa catalana.
Rosa Szücs no es va dedicar mai de manera professional a la fotografia. Casada i mestressa de casa, va aprendre la tècnica fotogràfica als cursets organitzats per l'Agrupació Fotogràfica de Catalunya. Era l'any 1959 i s'hi acabava de fer la primera exposició del Grup Femení, al qual ella va integrar-se tot seguit. Més tard va fer de monitora de laboratori a la mateixa Agrupació.
Les seves fotografies mostren la realitat de contrastos en què va viure la seva generació; així, tan aviat retrata treballadores endolades, atrafegades, carregant cabassos i menant carros, com barcelonines benestants vestides a la moda urbana dels anys seixanta.

## Exposicions
- Fotògrafes pioneres a Catalunya - Palau Robert - Desembre 2005 a Febrer 2006.[4]

## Reconeixements
Rosa Szücs va rebre diversos guardons per la seva obra, uns treballs que van ser recopilats a la seva mort per Carme García Padrosa i que en ser cedits a l'AFC, van passar a engrandir-ne el patrimoni. Actualment es conserven al MNAC. Entre els guardons rebuts hi ha el primer premi de la Sección Femenina, un accèssit al premi Luis Navarro, diversos premis Mare Nostrum i el premi del Diario Femenino, entre d'altres.
La seva obra s'ha pogut veure en l'exposició Fotògrafes pioneres a Catalunya, al Palau Robert, i a Una càmera pròpia. Dones i pràctiques fotogràfiques, realitzada el 2019 al Centre Cívic Casa Elizalde.
També va ser escollida per formar part del grup de 300 fotògrafes d'arreu del món que figuren al llibre Une histoire mondiale des femmes photographes (2020), de Luce Lebart i Marie Robert, publicat per Editions Textuel. Rosa Szücs hi figura com a única representant catalana i espanyola, juntament amb Joana Biarnés.